# Onthophagus spinifex
Onthophagus spinifex är en skalbaggsart som beskrevs av Fabricius 1781. Onthophagus spinifex ingår i släktet Onthophagus och familjen bladhorningar. Inga underarter finns listade i Catalogue of Life.